# Ядвіга Ягеллонка (герцогиня баварська)
Ядвіга Ягеллонка або Ядвіга Польська (пол. Jadwiga Jagiellonka, нім. Hedwig Jagiellonica, 21 вересня 1457—18 лютого 1502) — польська королівна та литовська княжна з династії Ягеллонів, донька короля Польщі та князя Литви Казимира IV та Єлизавети Габсбург, дружина Баварського герцога Георга.

## Походження
Ядвіга Ягеллонка народилася 21 вересня 1457 року у Кракові. Вона була другою дитиною і найстаршою донькою короля Польщі та князя Литви Казимира IV та Єлизавети Габсбург. В родині вже ріс син Владислав.
Її дідусем та бабусею по батьківській лінії були Владислав II Ягайло, Великий князь Литовський, і його четверта дружина, Софія Гольшанська. З материнської сторони дідусем та бабусею Ядвіги були Альбрехт II, король Німеччини, Угорщини та Чехії, та Єлизавета Люксембурзька, принцеса Священної Римської імперії.

## Життєпис
Новонароджену королівну охрестили в Краківському катедральному соборі. Своє ім'я дівчинка отримала згідно з традицією дому Ягеллонів: найстаршу дочку називали на честь королеви Ядвіги. Даних про освіту дівчинки не збереглося. Протягом наступних вісімнадцяти років у Ядвіги з'явилося восьмеро братів та сестер. Ще троє сестер народилося, коли вона вже від'їхала до Баварії.
1468 року її руку намагався отримати король Угорщини Матяш Хуньяді. 8 квітня 1468 року до Кракова прибув угорський посланець — оломоуцький єпископ. Він запропонував Казимиру IV цей шлюб для зміцнення майбутнього союзу, спрямованого проти Їржі з Подєбрад. Таким чином, король Польщі мав би гарантії миру з Угорщиною, адже нею б у майбутньому заправляли його онуки. Сватання Матяша підтримував також римський папа Павло II. Казимир IV на той час перебував у мирі із королем Їржі. Та й дружина Єлизавета була категорично проти цього шлюбу. Матяшу Хуньяді було відмовлено. Наступного року його було обрано королем Чехії. Їржі з Подєбрад був змушений шукати прихистку у Польщі. Хуньяді знову запросив собі у дружини Ядвігу і знову отримав відмову.
У 1470 році у Граці був укладений договір від 20 жовтня між імператором Фрідріхом III та королем Казимиром IV. Серед інших було розглянуто і питання про одруження сина Фрідріха Максиміліана на дочці Казимира Ядвізі.
Матяш Хуньяді ще двічі намагався пошлюбити Ядвігу: у липні 1471 та вересні 1473-го. Обидві його пропозиції були відхилені.
На початку 1473 року до польського двору з пропозицією до Ядвіги прибув радник Альберта IV Мудрого, герцога Баварії з Мюнхену. Казимир IV йому відмовив, через те, що сподівався видати дочку заміж за сина Людвіга IX, баварського герцога з Ландсгуту, Георга Багатого. Його дуже турбував південно-західний кордон із Чехією (за нього вели боротьбу його син Владислав та Матяш Хуньяді). Тож союз із Баварією був би вельми доречний. 1473 року Казимир IV відправив своїх посланців — Станіслава Курозвенцького та Павла Ясенського до Лансхут. Там вони почали переговори, щодо бажаного шлюбу Георга з Ядвігою. В результаті перемовин, у вересні 1474 року Людвіг IX відправив до Польщі офіційний лист, в якому висловлював бажання пошлюбити власного сина із королівною Ядвігою.

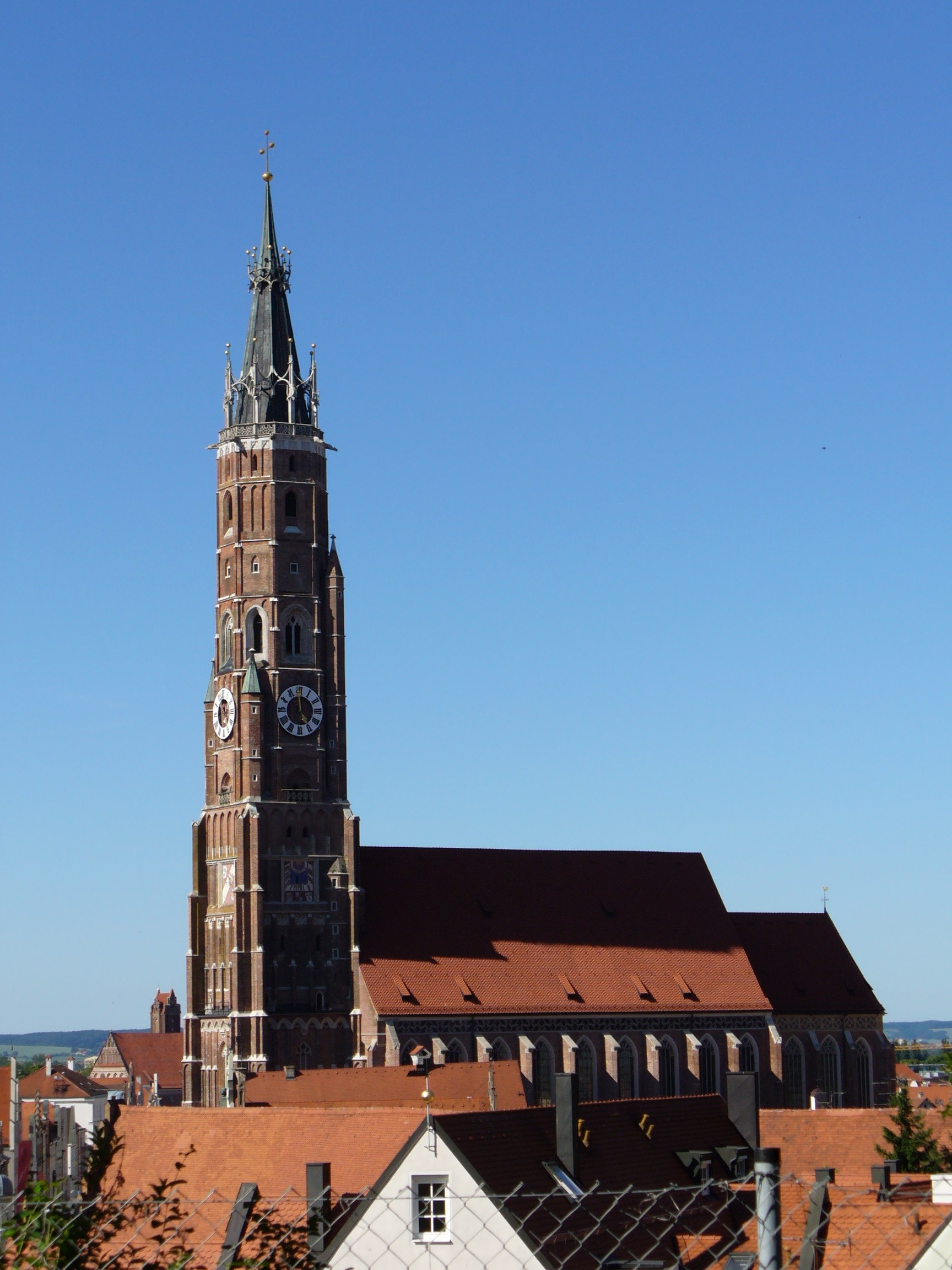
Церква Святого Мартіна

Переговори проходили в Ленчиці і в Радомі. Саме в останньому 30 грудня 1474 року Ядвіга погодилася стати дружиною Георга. Наступного дня був підписаний шлюбний договір. Наречена як посаг повинна була отримати 32 тисячі угорських злотих, які б виплачували протягом п'яти років.
Невдовзі після цього родина провела Ядвігу до Познані. 10 жовтня 1475 року дівчина попрощалася з батьками і вирушила до Баварії. До Ландсхуту наречена прибула 14 листопада. На весілля прибули багато можновладців того часу. Серед них були імператор Священної Римської імперії Фрідріх III із сином Максиміліаном, маркграф Ансбаху Альбрехт III Ахілл, австрійський герцог Жигмонт, рейнський курфюрст Філіпп Віттельсбах, маркграф баденський Альбрехт, вюртемберзькі графи Ульрік та Ебергард, ландграф лейхтенберзький Людвіг та граф Отто.
Вінчання відбулося в той же день, 14 листопада 1475 року у церкві Святого Мартіна, що зберігся до наших часів. Наступного дня відбувся святковий бенкет, в якому брали участь 9000 осіб. Масові гуляння з приводу герцогського весілля дали початок фестивалю «Весілля в Ландсгуті».

Наступного року народився первісток подружжя — син, якого назвали Людвіг. Всього в родині було п'ятеро дітей. 1479 року помер герцог Людвіг IX. Трон успадкував Георг. Ядвіга стала герцогинею Баварії-Ландсгут.

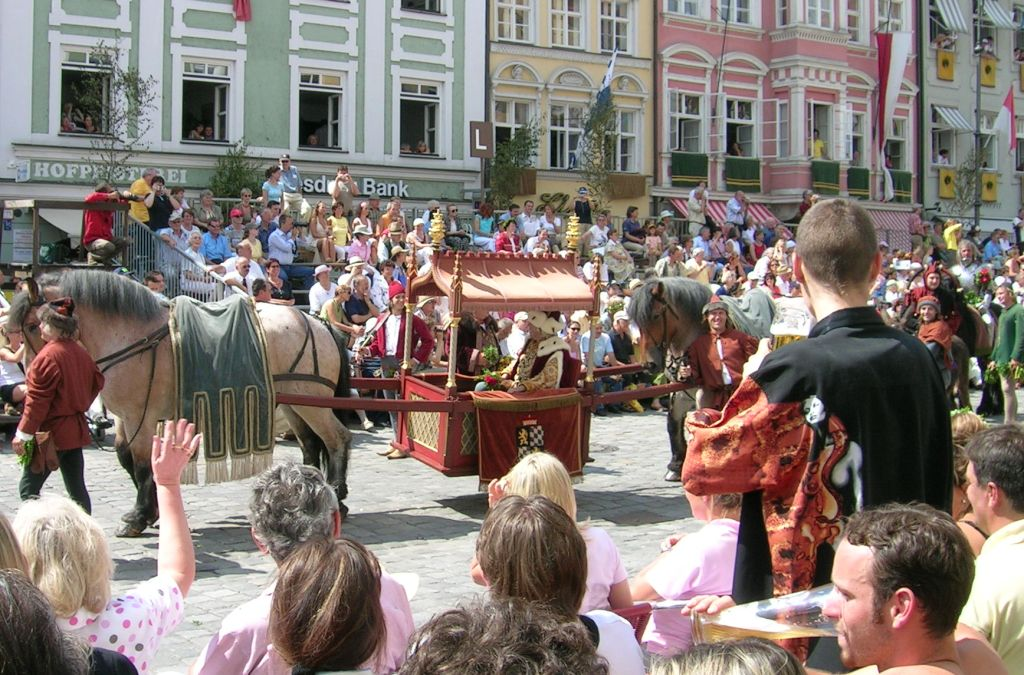
Фестиваль «Весілля в Ландсгуті»

Шлюб королівни виявився невдалим. Георг був відомий як п'яниця, гуляка і розпусник. Після десяти років сумісного життя, у 1485 році, він віддалив від себе дружину, поселивши її в замку Бургхаузен. Ядвіга мешкала там з усім двором та численним почтом та, як пише літописець, позбавлена усіх радощів життя. Лише маленька донечка була її єдиною втіхою. Не відомо чи правда, а якщо так, то який час, діти залишалися із матір'ю.
Ядвіга, хоча й підписувалася Королівна Польська, близьких стосунків із родичами не підтримувала. Ще 31 січня 1503 року її брат Александр надсилав їй листи, не маючи звістки, що сестра вже 11 місяців як померла.
Померла Ядвіга досить несподівано. Вона була похована у цистерціанському монастирі в Райтенгаслаху поблизу замку, де жила. 1803 року її поховання було знищене. Тим не менш, у підлозі церкви до сих пір є кам'яна плита, що свідчить про місце останнього спочинку герцогині.

## Родина
Чоловік — Георг, герцог Баварський
Діти:
- Людвіг — (1476—1496)
- Руперт — (1477)
- Єлизавета — (1478—1504) — дружина Рупрехта Рейнського, мала у шлюбі чотирьох синів.
- Маргарита — (1480—1531) — стала черницею у Нойбургу.
- Вольфганг — (1482)